# Pär Fagerström
Pär Olof Fagerström, född 6 december 1943 i Sundsvalls församling i Västernorrlands län, är en svensk tidningsman.
Pär Fagerström är son till chefredaktören Lars Fagerström och Alva, ogift Zetterberg, samt bror till Mats Fagerström och farbror till Anna Fagerström. Han började sin 50 år långa karriär inom mediebranschen på 1960-talet och var en tid pressekreterare för Olof Palme. Som journalist verkade han på nyhetsbyrån A-pressens Stockholmsredaktion.
År 1983 blev han verkställande direktör för Västgöta-Demokraten i Borås och samma år VD och ansvarig utgivare för Smålands Folkblad i Jönköping. Han fortsatte på Arbetarbladet i Gävle och därefter Östra Småland och Nyheterna i Kalmar, men lämnade sedan A-Pressen inom vilken nämnda tidningar ingick. Han gick över till Sydostpress när han blev VD för Blekinge Läns Tidning (BLT) i Karlskrona. I början av 1990-talet startade han där den så kallade tabloidvågen bland morgontidningarna då han beslutade att BLT skulle gå över till det mindre formatet.
Fagerström var senare VD och ansvarig utgivare för Dalarnas Tidningar och samtidigt VD för Gävletidningar fram till 2010. 2012–2013 var han sedan tillförordnad VD för Hallpressen i Jönköping.
Han har varit styrelseordförande i Tidningsutgivarna (TU). Han var också engagerad i presstödsutredningen 2013.
Pär Fagerström var 1964–1984 gift med Eva Wennskog (född 1941) och sedan 1985 med journalisten Eva Wirén (född 1949). Han har en dotter (född 1985).